# Lex-Tyger Lobinger
Lex-Tyger Lobinger (* 22. Februar 1999 in Bonn) ist ein deutscher Fußballspieler. Der Stürmer steht seit Sommer 2024 bei Viktoria Köln unter Vertrag.

## Karriere
In seiner Jugend spielte Lobinger beim VfL Meckenheim, VfL Rheinbach, Blau-Weiß Friesdorf, RB Leipzig, SSV Markranstädt, dem TSV 1860 München und bei Rot-Weiß Merl, ehe er sich zur Spielzeit 2018/19 dem Regionalligisten SG Wattenscheid 09 anschloss. Bei dieser stand er in 26 von 34 möglichen Spielen auf dem Platz, kam jedoch nicht über die Rolle des Jokers hinweg und erzielte drei Tore.
Zur Saison 2019/20 wechselte Lobinger zu Fortuna Düsseldorf, wo er in der Regionalligamannschaft eingesetzt wurde. Am 8. Mai 2021 kam er zu seinem ersten Einsatz im Zweitligateam der Fortuna, als er im Spiel gegen Eintracht Braunschweig in der 88. Minute eingewechselt wurde. Zur Saison 2021/22 unterschrieb er einen Profivertrag bis 2023.
Am 1. Juli 2022 wurde Lobingers Wechsel zum Zweitliga-Aufsteiger 1. FC Kaiserslautern bekannt. In seiner ersten Saison dort wurde er regelmäßig in den Schlussminuten eingewechselt. So kam er auf 29 Ligapartien, aber nur auf zwei Startelfeinsätze und 589 Einsatzminuten (zwei Tore, zwei Vorlagen). Nach nur sieben Pflichtspielen ohne Torerfolg in der Hinrunde der Spielzeit 2023/24 folgte in der Winterpause eine halbjährige Leihe an den Ligarivalen VfL Osnabrück. Dort kam er auf 14 Pflichtspieleinsätze, zum Ende der Saison stieg Lobinger mit Osnabrück in die 3. Liga ab.
Im Sommer 2024 verpflichtete der Drittligist Viktoria Köln Lobinger.

## Erfolge
- Mittelrheinpokal-Sieger: 2025 mit Viktoria Köln

## Privates
Lobinger ist der Sohn des Stabhochspringers Tim Lobinger (1972–2023) und dessen Ex-Frau Petra, einer ehemaligen Leichtathletin. In der Spielzeit 2016/17 legte Lobinger verletzungsbedingt eine fußballerische Pause ein und erlangte in dieser Zeit sein Fachabitur.